# 티시 이노호사
티시 이노호사(Tish Hinojosa, 1955년 12월 6일 ~)는 멕시코계 미국인 여성 가수이다. 멕시코 이민자 부부의 13남매 중 막내로 레티시아 이노호사(Leticia Hinojosa, Tish는 애칭)라는 이름으로 태어났다. 애절한 음색이 특징이다. 한국인이 좋아하는 대표곡으로는 돈데보이(Donde Voy)가 있다.
미국 텍사스주 샌안토니아에서 멕시코 이민자 가정의 13남매 중 막내로 태어난 이노호사는 어린 시절 멕시코인 어머니 영향으로 멕시코 전통 음악과 라틴 팝을 즐겨 들었다.
이후 조앤 바에즈와 비틀스 등의 음악에 매료된 그는 고교 졸업 후 라디오 방송사에서 부른 노래가 차트에 오르고 1979년 포크송 창작 경연대회에서 우승하면서 재능을 보여줬다
컨트리 가수의 백업 보컬로도 활동한 이노호사는 '돈데 보이'가 수록된 1989년 데뷔 앨범 '홈랜드'(Homeland)를 발표하면서 두각을 나타냈다.
스페인어로 부른 이 노래에는 '국경의 이민국에 들키지 않게 태양이여 나를 비추지 말아줘요', '나 홀로, 외로이 사막을 헤매는 도망자처럼' 등 멕시코에서 미국으로 가야 했던 불법 이민자의 고달픈 삶과 고국의 연인에 대한 그리움이 녹아있다.
그는 불법 이민자의 사면을 단행한 빌 클린턴 전 대통령 재임 시절 백악관 콘서트에서 이 노래를 부르기도 했다.
또 1995년 발표한 앨범 '프론테하스'(Frontejas)에선 멕시코와 미국 국경 지역에서 생성된 독특한 사운드의 음악을 앞세워 눈길을 끌었다. '프론테하스'는 스페인어로 '국경'(Frontera)과 텍사스의 스페인어식 발음인 '테하스'(Tejas)를 더한 단어로, 그는 1985년 세상을 떠난 어머니를 떠올리며 이 앨범을 만든 것으로 알려졌다.
자신의 음악에 사회·문화적인 요소를 녹인 그는 미국 빌보드 컨트리 차트에 두 번 올랐으며, 1992년 앨범 '컬처 스윙'(Culture Swing)으로 NAIRD(National Association of Independent Record Distributors)로부터 '올해의 포크 앨범'상을 받았다.
2015년 수술로 건강상의 문제가 있었지만, 2018년 17번째 앨범 '웨스트'(West)를 내놓았다. 현재까지도 활발히 활동을 하고 있는 가수이다.
2018년 내한하여 KBS 1TV 콘서트 7080에 출연하여 김희진 (가수)과 공연을 했다.